# Школа № 18 (Николаев)
Общеобразовательная школа I—II ступеней № 18 Николаевского городского совета Николаевской области — общеобразовательное учреждение в микрорайоне «Лески» Заводского района Николаева.
Является экспериментальной площадкой по вопросам, связанным с экологическим образованием и воспитанием Министерства образования и науки Украины.

## История
В 1999 году экологическое направление было избрано как приоритетное. Школа стала участником всеукраинского эксперимента, инициированного Министерством образования и науки Украины. Элементы экологического образования внедрены в программы по всем предметам.
В 2003 году участок, прилегающий к территории средней школы, был выкуплен частными предпринимателями. В части землевладения ими был построен торговый комплекс. Осенью 2007 года школа оказалась в центре скандала. Владелец этого торгового комплекса предложил свой план развития территории школы, но когда этот план был отвергнут, он заказал статью для ряда городских СМИ, жестко критикующую администрацию школы. Через несколько дней в других изданиях были опубликованы опровержения.
Участвуя в проекте Центра социальных программ Компании РУСАЛ «10 классных проектов» школа выиграла грант. 19 сентября 2007 года на территории школы был заложен ландшафтный дендропарк. 23 мая 2008 года произошло его торжественное открытие. На площади около 3700 м² воссозданы «кусочки» природы Николаевщины, Западной Украины, России, Беларуси, высажены растения, присущие этим местам.